# Recopa Mineira
La Recopa Mineira è una competizione calcistica dello stato brasiliano del Minas Gerais, organizzata dalla FMF.

## Regolamento
La competizione mette di fronte in gara unica i vincitori del Troféu do Interior e quelli del Troféu Inconfidência e si disputa nei primi mesi dell'anno successivo alla stagione di riferimento. Nel caso in cui il Troféu Inconfidência venisse vinto da un club di Belo Horizonte (América-MG, Atlético Mineiro o Cruzeiro) a competere sarebbe il club meglio piazzato fra i rimanenti.

## Storia
Istituita nel 2020, l'edizione inaugurale ha avuto luogo il 20 febbraio 2021 ed ha visto la vittoria del Tombense sull'Uberlândia per 1-0. L'anno successivo non c'è stato un incontro vero e proprio in quanto il titolo è stato assegnato in concomitanza della prima giornata del Campionato Mineiro 2022 quando Tombense e Pouso Alegre si sono sfidati sia per i 3 punti, sia per la Recopa. Dopo il pareggio per 1-1 nei tempi regolamentari, il Tombense ha avuto la meglio ai rigori bissando quindi il successo dell'anno precedente.
L'edizione del 2022 tenutasi il 14 gennaio 2023 ha visto il primo successo dell'Athletic, vittorioso per 1-0 sul Democrata-GV.

## Albo d'oro
| Anno | Vincitore                               | Risultato         | Finalista                                     | Sede                                       | Data             |
| ---- | --------------------------------------- | ----------------- | --------------------------------------------- | ------------------------------------------ | ---------------- |
| 2020 | Tombense (Vincitore Troféu do Interior) | 2 - 0             | Uberlândia (Vincitore Troféu Inconfidência)   | Stadio Independência - Belo Horizonte      | 20 febbraio 2021 |
| 2021 | Tombense (Vincitore Troféu do Interior) | 1 - 1 (6-5 d.c.r) | Pouso Alegre (Vincitore Troféu Inconfidência) | Stadio Almeidão - Tombos                   | 26 gennaio 2022  |
| 2022 | Athletic (Vincitore Troféu do Interior) | 1 - 0             | Democrata-GV (Vincitore Troféu Inconfidência) | Stadio Joaquim Portugal - São João del-Rei | 14 gennaio 2023  |

## Vittorie per squadra
| Squadra  | Vittorie | Sconfitte | Anni vittorie |
| -------- | -------- | --------- | ------------- |
| Tombense | 2        | -         | 2021, 2022    |
| Athletic | 1        | -         | 2023          |